# نيو أثنس (إلينوي)
نيو أثنس (بالإنجليزية: New Athens)‏ هي معلم جغرافي تقع في الولايات المتحدة في إلينوي. يقدر عدد سكانها بـ 1,981 نسمة .

## الموقع الجغرافي
الموقع الجغرافي للمناطق المحيطة بهذه النقطة هو كالتالي: